# 경주 미탄사지 삼층석탑
경주 미탄사지 삼층석탑(慶州 味呑寺地 三層石塔)은 대한민국 경상북도 경주시 구황동에 있는 신라시대의 삼층석탑이다. 2016년 11월 11일 문화재청에서 보물 지정 예고 절차를 거쳐, 2017년 1월 11일 대한민국의 보물 제1928호로 지정하였다.

## 지정사유
이 탑이 위치하고 있는 미탄사지는 통일신라시대 왕경 내에 형성된 도시가람으로 지리적 입지 상 중요한 역할을 수행한 사찰일 가능성이 높다. 이는 왕경의 중심적 위치에 자리하고 있고 문헌자료와 발굴된 유물로 확인이 되고 있는데 발굴조사과정을 통해 「味呑」명 기와가 수습됨으로써 『삼국유사』에 기록된 미탄사가 이곳임이 밝혀졌고, 추정 금당지 및 강당지를 비롯해 남문지 등 사역의 일단이 확인된 바 있다.
미탄사지 삼층석탑은 6.12m의 규모로, 총 35매의 부재로 구성되어 있다. 1980년 이전까지는 도괴로 인하여 기단부와 탑신부의 일부 부재가 소실된 채로 방치되어 있었으나 1980년에 남은 부재들을 모아 복원을 하였으며, 소실된 부재는 새로운 부재를 치석하여 조립하였다. 이때, 신라석탑 기초부의 형식 등이 파악되어 아직까지 신라석탑의 기초부를 논할 때 이를 근거자료로 활용하고 있다.
비록 파손 및 결손된 부재를 신재로 보강 및 보충하여 신재와 구재 간 이질감이 있지만, 이 탑은 신라 왕경 내에 현존하는 유일한 석탑이자 최초로 기초부 조사를 실시한 석탑이며 또한, 그 형태가 정연하고 적절한 비례감을 지니고 있어 역사적·학술적 가치가 크다.
또한 이 석탑은 통일신라시대의 전형적인 석탑양식이 변화되는 모습으로 과도기적 요소를 지니고 있는 석탑이다. 이 석탑이 제작된 것으로 짐작되는 9세기 혹은 10세기 초에는 앞 시대에 비하여 석탑의 크기가 줄어드는 경향이 있는데, 이런 흐름과는 달리 비슷한 시기의 작품에 비해 드물게 규모가 큰 작품이어서 가치가 주목된다. 전체적으로 보아 이중기단으로 체감률의 비례가 적절하여 장중한 느낌이 드는 우수한 작품이다.
특히, 일반적인 석탑의 판축기법과 달리 잡석과 진흙을 다져 불을 지피는 방식으로 한 단이 완성될 때마다 굳히면서 쌓아나가는 기초부의 판축 축조방식이나 기단부 적심 내의 지진구 출토 등에 있어서 특이하고 학술적인 가치가 있는 새로운 자료를 지니고 있어서 한국석탑에 관한 연구에 실증적 자료로서 그 가치가 더욱 크다.

## 같이 보기
- 경주 미탄사지

## 참고 자료
- 경주 미탄사지 삼층석탑 - 국가유산청 국가유산포털